# Lonchoptera caudala
Espèce
Lonchoptera caudala est une espèce de diptères de la famille des Lonchopteridae.